# Afídnes
Afídnes (grec moderne : Αφίδνες) est une localité située dans le dème d'Oropós, dans le district régional d'Attique-de-l'Est, dans la périphérie d'Attique, en Grèce.
Selon le recensement de 2021, elle compte 2 422 habitants.